# Konststiftelsen Nordea i Finland
Konststiftelsen Nordea i Finland (finska: Nordean Taidesäätiö) är en finländsk stiftelse.   
Stiftelsen, som har sitt säte i Helsingfors, grundades 2002 under namnet Konststiftelsen Merita (finska: Taidesäätiö Merita) för att förvalta bankens stora konstsamling. Genom fusionerna av Kansallis-Osake-Pankki, Föreningsbanken i Finland och Helsingfors Aktiebank äger stiftelsen omkring 730 (2009) nationellt betydande konstverk av olika slag från slutet av 1800-talet fram till i dag. Dessa bildar kärnan i en samling av totalt omkring 11 000 arbeten, av vilka många ännu pryder väggarna i Nordeas kontor runtom i Finland. Bland konstnärsnamnen är de flesta av de s.k. guldåldersmålarna representerade. I den gamla banksalen vid Alexandersgatan hänger till exempel Akseli Gallen-Kallelas porträtt av Gustaf Mannerheim från 1929, som ursprungligen målades för Helsingfors Aktiebank.